# Osaka Popstar
Osaka Popstar ist eine Punkrock-Supergroup, die 2006 auf Initiative des Regisseurs und langjährigen Misfits-Vertrauten John Cafiero entstand. Sie besteht aus Veteranen bekannter New Yorker Punkbands der 1970er und 1980er und orientiert sich an der Ästhetik von Comics, speziell japanischen Animes, deren Helden wie Sailor Moon und Astro Boy Gegenstand von Liedtexten der Gruppe sind.

## Mitglieder
- Gesang: John Cafiero
- Bass: Jerry Only (Misfits)
- Leadgitarre: Dez Cadena (Black Flag, Misfits)
- Rhythmusgitarre: Ivan Julian (The Voidoids)
- Schlagzeug: Marky Ramone (Ramones, Misfits)

## Diskografie

### Album
- 2006: Osaka Popstar and the American Legends of Punk (Rykodisc/Warner)

### EP
- 2008: Rock'em O-Sock 'em Live!

### Singles
- 2008: Shaolin Monkeys
- 2012: Waiting Room (mit Juicehead)
- 2013: Super Hero